# 수동수송
수동수송(受動輸送, 영어: passive transport)은 능동수송과는 달리 외부에서 주어지는 에너지가 없어도 농도 기울기로 인해 세포 내에서 물질이 이동하는 것을 의미한다.
보통 농도 기울기에 의한 확산의 방식으로 이루어진다. 농도가 높은 쪽에서 낮은 쪽으로 물질이 이동하게 된다. 이 때의 농도 기울기는 대상이 되는 물질 자체의 농도 차이로 인한 것일 수도 있지만, 물질이 갖고 있는 전하에 의해 발생한 전위차로 인한 것일 때도 있다. 확산의 원동력은 엔트로피를 최대로 하고자 하는 열역학적 자유에너지이다.
인지질에 의한 이중막(세포막, 세포 소기관의 막 등)을 통과하는 수동수송의 경우, 물질의 크기에 따라 통과의 방법이 달라진다. 보통 작은 비극성 물질(이원자 분자 등)의 경우, 특별한 도움 없이 막을 통과한다. 그러나 좀 더 큰 물질(단백질 등)이나 극성 물질(이온, 양성자 등)의 경우, 각 물질에 해당하는 고유한 막단백질에 의해 형성되는 통로로 물질이 통과하게 된다. 이러한 막단백질에 해당하는 대표적인 예로 아쿠아포린이 있다.

## 같이 보기
- 세포막
- 막단백질